# Tom et Jerry champions de tennis
Pour plus de détails, voir Fiche technique et Distribution.
Tom et Jerry champions de tennis (Tennis Chumps) est le 46e court métrage d'animation de la série américaine Tom et Jerry réalisé par William Hanna et Joseph Barbera et sorti le 10 décembre 1949 aux États-Unis.